# Nicolas d'Estouteville († 1177)
Nicolas d’Estouteville († 1177) est seigneur d'Estouteville et de Valmont au XIIe siècle.

## Biographie
Nicolas d'Estouteville est le fils de Robert II d'Estouteville († vers 1135), seigneur d'Estouteville et de Valmont, et de Blanche de Rieux.
Il fonde en 1169 l'abbaye de Valmont. Elle est confiée aux bénédictins de Hambye.
Il meurt en 1177 et est inhumé dans l'abbatiale de Valmont. Un gisant a été commandé en 1524 par Jehan Ribaud, abbé de Valmont. Installé dans le déambulatoire, il est en albâtre sculpté et poli et repose sur un socle sculpté et armorié, encadré de figures. Son gisant est classé M.H. au titre objet le 20 septembre 1982. Au-dessus, se trouve une maquette de l'abbatiale, à l'origine disposée aux pieds du gisant, comme nous le montre une gravure de Gaignières.

## Descendance
Il épouse Julienne de Thourotte, fille de Gaucher de Thourotte, seigneur de Thourotte, et auront 6 enfants connus :
- Nicolas, seigneur de la Tournelle, marié à Hodierne ;
- Guillaume, marié à Hélène de Ponthieu, fille de Jean Ier de Ponthieu, comte de Ponthieu ;
- Richard ;
- Eustache ;
- Robert (III) († vers 1185), seigneur d'Estouteville et de Valmont, baron de Cleuville, marié à Léonelle de Salisbury ;
- Julienne, mariée à Roger de Nollent († vers 1170).

## Armoiries
Ses armes sont : fasce d'argent et de gueules de 10 pièces au lion d'or brochant sur le tout